# 神偷大軍
是一部2021年德美浪漫喜劇搶劫片，《活屍大軍》的前傳；講述一名保險櫃解鎖專家受神秘女子招募，破解世上三座精密的保險櫃，但事情進展卻出乎意料。電影由馬提亞斯·史維克福執導兼主演，沙伊·哈頓編寫劇本。除史維克福外，其他主演包括娜塔莉·伊曼紐爾、露比·歐·菲、史都華·馬汀、古兹·汗和強納森·柯恩。
拍摄工作于2020年10月在德国和捷克共和国开始，并于2020年12月结束。2021年10月29日在Netflix以數位形式发布。它得到了评论家的普遍褒贬不一的评价，他们赞扬了史維克福和伊曼纽尔的表演，但批评了情节的非原创性。

## 劇情
本片為《活屍大軍》前傳，敘述破解保險箱高手「路德维格·迪特」仍以本名塞巴斯蒂安·施倫希特-沃納特生活時，曾在波茨坦当银行柜台职员，过着平淡無奇的生活。美国内华达州不断发酵的丧尸占据了国际新闻的版面，未影响到大洋彼岸的欧洲大陆，但路德维格每天晚上都会梦见丧尸。闲暇时，路德维格在YouTube发布影片，教大家破解保险箱，但没人观看，直至一名神秘人在他的影片下方留言，邀请他参加城中的地下保险箱破解比赛。路德维格前去比赛，最终获胜，得到名叫葛溫德琳的女性注意。葛溫德琳就是给路德维格留言的人，自称专业珠宝大盗。
葛溫德琳将路德维格招入她的大盗团队，除了葛溫德琳，团队还包括黑客柯琳娜、车手洛夫、枪手布莱德·凯吉。他们正计划破解传奇锁匠汉斯·华格纳打造的三个金库，这些金库由亿万富翁布莱田中拥有，被保管在三家银行中。然而这三个金库会在一周内退役，意味着留给大盗们去破解的时间不多了。路德维格想到已将华格纳作品钻研透，但没有实际操作过。葛溫德琳提到破解华格纳金库的挑战性，成功说服路德维格加入。一行人先来到巴黎抢劫第一个金库，但只能拿到少量现金，跟金库实际储存现金的数量相差甚远，让葛溫德琳相信，与金钱收益比起来，挑战与声望更加重要。众人庆祝巴黎抢劫行动获胜时，路德维格开始对葛溫德琳产生感情，引起葛溫德琳的青梅竹马布莱德不满。少年布莱德结识葛溫德琳的时候，他的名字叫做「阿历西斯」。
众人到布拉格抢劫第二个金库的时候，国际刑警组织干警德拉瓦正关注他们的动向，派出部队抓获葛溫德琳一行人，为布莱德多年前在抢劫行动中打伤他报仇。路德维格和葛溫德琳刚进入银行，就被保安认出，迫使布拉德进入银行假装抢劫，分散部队注意力。路德维格成功破解第二个金库，和葛溫德琳拎着一大袋钱离开，德拉瓦带着部队冲进银行拦截两人。布萊德被警卫开枪打中肩膀，但还是在路德维格和葛溫德琳之前侥幸脱逃。逃跑路上，布萊德故意将路德维格落在后面，让他独自摆脱警方追捕。
葛溫德琳和柯琳娜不满布拉德未按照先前约定好的计划，在三起抢劫案结束后才抛弃路德维格，与其他人分道扬镳。两人回到慕尼黑，和路德维格团聚，告诉他華格纳挑战比他们之前抢到的钱加起来还要重要。三个人到圣莫里茨找最后一个金库的时候，德拉瓦与部队提前抵达金库所在地。德拉瓦认为自己抢占了先机，却没料到路德维格他们三个人在金库转移到赌场的路上，就在破解金库。布萊德和洛夫两人也抢着要破解。
葛溫德琳和路德维格坐大货车离开圣莫里茨的时候，布萊德和洛夫发现自己也圣莫里茨，便开始追击。柯琳娜提前向葛溫德琳和路德维格警告布萊德和洛夫的事情，被国际刑警抓获。路德维格不得不在布萊德、洛夫和国际刑警的追击下，在货柜里破解金库，最终成功打开金库，又找到一大笔钱。葛溫德琳和路德维格拿着钱离开，途中遇到洛夫和心理方向逐渐崩溃的布萊德。葛溫德琳制伏两人，用手铐把两人拷在卡车上，让国际刑警找到他们，自己带着路德维格离开。刚登上逃跑用的船，路德维格和葛溫德琳就宣泄彼此的爱，没多久就被德拉瓦抓住，双方陷入武装对峙。出于对路德维格的爱，葛溫德琳牺牲自己，主动投降，让路德维格逃走，说重获自由后会来找他。
不久后，斯科特·沃德和玛莉·克鲁兹来到加利福尼亚州，拜访路德维格经营的锁店。两人邀请路德维格破解下落不明的华格纳传奇金库，即葛溫德琳答应重回自由后要和路德维格一起破解的金库。路德维格接受这项工作，到丧尸疫情中心点拉斯维加斯展开行动。

## 演員
- 馬提亞斯·史維克福飾演路德維格·迪特／塞巴斯蒂安·施倫希特-沃納特（Ludwig Dieter / Sebastian Schlencht-Wöhnert）
- 娜塔莉·伊曼紐爾飾演葛溫德琳·斯達（Gwendoline Starr）
- 露比·歐·菲飾演柯琳娜·多明格斯（Korina Dominguez）
- 史都華·馬汀飾演布萊德·凱吉／艾利克斯·布魯西尼（Brad Cage / Alexis Broschini）
- 古兹·汗飾演洛夫（Rolph）
- 強納森·柯恩（英语：Jonathan Cohen (actor)）飾演德拉瓦（Delacroix）
- 中井乃繪美飾演比翠茜（Beatrix）
- 克利斯汀·史泰爾（德语：Christian Steyer）飾演漢斯·華格納（Hans Wagner）
- 彼得·西摩尼謝克（英语：Peter Simonischek）飾演迪特店裡的鎖匠

《活屍大軍》的戴夫·巴帝斯塔和安娜·狄拉·雷格拉以加長版的鏡頭剪輯回歸各自的角色：史考特·沃德（Scott Ward）與瑪莉亞·克魯茲（Maria Cruz）；同樣出自前作的真田廣之以靜止畫面回歸田中布萊（Bly Tanaka）。

## 製作
查克·史奈德電影《活屍大軍》（2021年）前傳於2020年9月開始由Netflix發展，沙伊·哈頓回歸編寫劇本，黛博拉·史奈德、查克·史奈德和韋斯利·科勒（Wesley Coller）的The Stone Quarry及馬提亞斯·史維克福（亦為《活屍大軍》的主演）和丹·馬格的德國公司——潘塔萊昂影業（Pantaleon Films）製作。前傳意旨《活屍大軍》在國際市場上的異國語言擴展。當《活屍大軍》在洛杉磯剪輯時，史奈德於10月18日宣布，前傳電影當週在德國和捷克布拉格開拍，主演包括娜塔莉·伊曼紐爾、史都華·馬汀、史維克福、古兹·汗、露比·歐·菲、強納森·柯恩、中井乃繪美和彼得·西摩尼謝克。
由於史奈德忙於《活屍大軍》和《查克·史奈德之正義聯盟》（2021年）的後製和宣傳，前傳電影導演一職改由史維克福身兼。2020年12月23日宣布殺青。2021年4月，片名正式定為《神偷大軍》（Army of Thieves）。查克·史奈德表示，電影將揭示《活屍大軍》中保險庫對角色的重要程度。黛博拉·史奈德將該片稱為「浪漫喜劇搶劫片」。2021年8月，史維克福在推特上宣布，本片的配樂家將由漢斯·季默和史蒂夫·馬扎羅擔任。

## 發行
《神偷大軍》2021年10月29日上線Netflix。

## 评价
影片在汇总媒体烂番茄收获56条评论，70%的新鲜度及6/10的平均分。网站共识写道：“《行盗之师》没有重塑抢劫惊悚片流派，却被明星导演马蒂亚斯·施维格在镜头内外证明其相当吸引人 。”Metacritic收录21评论，平均分48/100，表示“褒贬不一或口碑平平”。

## 外部連結
- 在Netflix上觀看《神偷大軍》
- 互联网电影数据库（IMDb）上《神偷大軍》的资料（英文）
- 爛番茄上《神偷大軍》的資料（英文）
- Metacritic上《神偷大軍》的資料（英文）
- 豆瓣电影上《神偷大軍》的資料 （简体中文）